# Koszmosz–829
A Koszmosz–829 (oroszul: Космос 829) Koszmosz műhold, a szovjet műszeres műhold-sorozat tagja, híradástechnikai műhold.

## Küldetés
Szabványosított műhold. Áramforrása napelemes, ill. kísérletképpen radioizotópos áramforrást helyeztek el rajta. Különös gondot fordítottak az atmoszféra sugárhatásainak elkerülésére. A három fokozatú távközlési műhold-rendszer legalacsonyabb része. Katonai és polgári alkalmazása lehetővé tette az információáramlást minden területen és irányba. A rendszer összefüggően képes lett a Föld minden pontján vételre és adattovábbításra, technikai cseréjét évente biztosították.

## Jellemzői
1976. június 15-én a Pleszeck indítóállomásról egy Koszmosz-3M (8K65) típusú hordozórakétával juttatták Föld körüli, közeli körpályára, a nyolc híradástechnikai műholdat, a Koszmosz–825, Koszmosz–826,  Koszmosz–827, Koszmosz–828, Koszmosz–829, Koszmosz–830, Koszmosz–831, Koszmosz–832 egységet. Az orbitális egység pályája 115,4 perces, 74 fok hajlásszögű, elliptikus pálya perigeuma 1453 kilométer, apogeuma 1492 kilométer volt. Hasznos tömege 40 kilogramm. Aktív szolgálati ideje ismeretlen.

## Külső hivatkozások
- Koszmosz–829. nasa.gov. (Hozzáférés: 2012. november 18.)

| Elődje: Koszmosz–828 | Koszmosz-program 1976 | Utódja: Koszmosz–830 |